# Saleich
Saleich é uma comuna francesa na região administrativa de Occitânia, no departamento de Alta Garona. Estende-se por uma área de 14,29 km². Em 2010 a comuna tinha 348 habitantes (densidade: 24,4 hab./km²).